# نادي جزيرة الفيل
نادي جزيرة الفيل الرياضي ، هو نادي كرة قدم سوداني وهو نادي أساسي في السودان. تأسس سنة 1936م. ويقع مقره في مدينة ود مدني ويلعب مبارياته في ملعب المدينة الذي يتسع لخمسة آلاف متفرج.